# NGC 768
NGC 768 je galaksija u zviježđu Kit.

## Vanjske poveznice
- SEDS: NGC 768